# Kretynga
Kretynga (lit. Kretinga) – miasto na Litwie, w okręgu kłajpedzkim, w pobliżu Połągi. W 2005 roku liczyło 21 500 mieszkańców.
W mieście rozwinął się przemysł włókienniczy.

## Historia
Miejscowe dobra w XVI w. należały do Chodkiewiczów m.in.: Jan Karol Chodkiewicz – fundator miejscowego kościoła i klasztoru bernardynów. Kretynga została miastem składowym na mocy uchwały sejmu 1607 roku. W 2. poł XVII w. w rękach Sapiehów m.in.: Jan Stanisław Sapieha, Kazimierz Lew Sapieha, Kazimierz Jan Sapieha. W poł. XVIII w. we władaniu Massalskich m.in. Ignacy Massalski – biskup. W 1795 r. w rękach Potockich, którzy sprzedali je w 1806 r. Płatonowi Zubowowi, – władali nimi do roku 1875, kiedy odkupił je Józef Tyszkiewicz. W ich władaniu były do II wojny światowej.
Podczas okupacji hitlerowskiej, w lipcu 1941 roku Niemcy utworzyli getto dla żydowskich mieszkańców. Przebywało w nim około 1000 osób. We wrześniu 1941 roku Niemcy zlikwidowali getto, a Żydów zamordowano w Pryšmančiai. Sprawcami zbrodni były litewskie służby bezpieczeństwa. 
W 1764 w miejscowości urodził się Berek Joselewicz – polski kupiec, pułkownik Wojska Polskiego, oficer Legionów Polskich we Włoszech.

## Zabytki
- zespół pałacowy – pałac powstał po 1875 roku. Przebudowano dwa stare budynki łącząc je ogromną oranżerią, w której Józef Tyszkiewicz urządził sławny na całą Europę ogród zimowy z sadzawkami, wodospadem, grotami (w jednej z nich mogło biesiadować 100 osób)  i rzadkimi roślinami. Po I wojnie światowej częściowo zniszczony. Do współczesnych czasów przetrwał korpus główny i oranżeria. W 1940 r. urządzono w niej kasyno. W połowie czerwca 1937 w okolicach Kretyngi został otwarty przymusowy obóz pracy[4]. Po II wojnie światowej w pałacu była szkoła rolnicza a w oranżerii hala sportowa. Po remoncie generalnym od 1992 r. w pałacu mieści się muzeum krajoznawcze (historia Żmudzi) a w oranżerii ogród zimowy. Pałac otacza park  regularno-krajobrazowy najlepiej zachowany o pow. 13 ha. W parku 2 stawy powstałe ze spiętrzenia rzeki Okmiany. Niegdyś park miał pow. 300 ha. Są w nim dęby z czasów Chodkiewicza.
- kościół Zwiastowania Najświętszej Marii Panny w Kretyndze katolicki pobernardyński wraz z klasztorem ufundowany w 1610 r. przez Karola Chodkiewicza jako wotum za zwycięstwo w bitwie pod Kircholmem, odnowiony w 1710 r. przez Kazimierza Sapiehę. Wystrój wnętrza skromny ale za to bardzo cenne jest wyposażenie wnętrza. W krypcie metalowe trumny Chodkiewiczów.
- korpus klasztorny –  istniejący klasztor bernardynów władze carskie zamknęły na pocz. XIX w. zamieniając go na więzienie dla księży  nieprzychylnych władzy. W 1912 r. budynki otrzymali franciszkanie, którzy go rozbudowali i dobudowali gmach gimnazjum. Po II wojnie światowej klasztor zamknięto, a po remoncie w 1977 r. utworzono w nim muzeum krajoznawcze. W 1992 r. oddano budynki władzom kościelnym.
- dwa młyny wodne z XVIII w.
- pomnik Jana Karola Chodkiewicza.